# 김병삼
김병삼(金炳三)은 대한민국의 기독교대한감리회 소속 목사이며, 경기도 성남시 분당구에 위치한 만나교회의 담임목사이다. 예배와 설교, 지역사회 연계 활동에 중점을 둔 목회 사역을 지속하고 있다.

## 생애 및 활동
김병삼은 감리교신학대학교에서 신학을 전공하고 동 대학원에서 신학석사(M.Div) 학위를 받았다. 이후 미국 시카고의 게렛 복음주의 신학교(Garrett-Evangelical Theological Seminary)에서 목회학 석사 과정을 마쳤으며, 오하이오에 위치한 유나이티드 신학대학원(United Theological Seminary)에서 선교학 박사(D.Miss) 학위를 취득하였다. 이후 같은 대학에서 명예 신학 박사(D.D) 학위도 수여받았다.
김병삼은 예배의 구성과 메시지 전달에 중점을 둔 목회 철학을 갖고 있으며, 영상, 조명, 음향 등 예배 공간의 다양한 요소를 활용하여 메시지 전달력을 높이고 있다. 연극이나 대화형 설교 등의 형식도 도입하고 있다.
그는 "교회가 이 땅의 소망입니다"라는 슬로건 아래 교회의 문턱을 낮추기 위한 다양한 시도를 이어오고 있다. 교회 공간 일부를 카페와 갤러리로 조성하여 지역사회와의 접점을 확대하고, 음악회, 패션쇼, 커피 박람회 등 문화 행사를 통해 복음 전도의 기회를 마련하고 있다.
2009년에는 국제구호개발 NGO인 ‘월드휴먼브리지’를 설립하고 대표로 활동하고 있다. 이 단체는 전국 18개 지부를 통해 사회적 약자를 돕고, 기부문화 확산 및 지역사회 복지를 위한 활동을 전개하고 있다.

## 학력
- 감리교신학대학교 신학과 학사
- 감리교신학대학교 대학원 신학석사
- Garrett-Evangelical Theological Seminary 목회학 석사 (M.Div)
- United Theological Seminary 선교학 박사 (D.Miss)
- United Theological Seminary 명예 신학 박사 (D.D)

## 경력
- 만나교회 담임목사
- 사단법인 월드휴먼브리지 대표
- 하늘다리호스피스 이사장
- 학교법인 감리교신학원 이사
- 국민일보 문화재단 이사
- United Theological Seminary 평생이사
- Garrett-Evangelical Theological Seminary 이사
- CTS기독교TV 이사[3]

## 저서
- 『모든 날이 감사하다』, 두란노서원, 2025

- 『예수님의 마음 알기』, 규장, 2025

- 『하나님의 시선』, 토기장이, 2025

- 『모든 날이 은혜스럽다』, 두란노서원, 2024

- 『하나님의 마음알기』, 규장, 2024

- 『하나님의 음성』, 규장, 2023

- 『주님은 나의 최고봉 묵상집』, 토기장이, 2023

- 『다시,교회』, 두란노서원, 2023

- 『하나님의 숨결』, 두란노, 2022

- 『나눔에 생명이 있다』, 두란노서원, 2022

- 『일상의 결정들(성령을 따라 하는)』, 두란노서원, 2022

- 『주님은 나의 최고봉 묵상집(김병삼 목사의 매일만나 365)』, 토기장이, 2021

- 『구역예배서 39(구역예배 속회용)』, 한국문서선교회, 2021

- 『구역예배서 38(구역예배 속회용)』, 하눅문서선교회, 2020

- 『PRAY ON - 기도의 불을 켜라(기도의 불을 켜라)』, 두란노서원, 2020

- 『살아내는 약속(계명 너머 사랑을 읽다)』, 두란노서원, 2019

- 『치열한 도전(교회여 담장 밖으로 흩어져라)』, 두란노, 2018

- 『치열한 순종』, 두란노서원, 2017

- 『치열한 복음(세상을 바꾸는 것은 종교가 아니다』, 두란노서원, 2016

- 『성품, 성도의 품격(성품의 변화가 삶의 변화로)』, 교회성장연구소, 2016

- 『잃어버린 교회를 찾아서(요한계시록 일곱교회를 향한 사랑과 회복의 메시지배)』, 교회성장연구소, 2016

- 『웰컴 투 광야(광야에서 하나님을 만나다)』, 교회성장연구소, 2016

- 『누가 왕인가?(Radical Faith 믿음으로 반응하라)』, 두란노서원, 2015

- 『사랑이 먼저다(사랑의 승리를 믿는 그리스도인)』, 규장, 2014

- 『삶이 변하는 시간 25분』, 다니엘하우스, 2014

- 『그래야 행복합니다(김병삼 목사 페이스북 에세이)』, 샘솟는 기쁨, 2014

- 『기대와 달라도 행복합니다』, 성서원, 2013

- 『프리셉트 구약개관(주교재)』, 프리셉트, 2012

- 『행복한 여행(하나님을 만나는 10주간의 일대일 양육 프로그램)』, 넥서스CROSS, 2012

- 『하나님을 미소짓게 하는 이야기(하나님을 향한 아름다운 이야기)』, 프리셉트, 2011

- 『하나님, 솔직히 돈이 좋아요!(다시 생각하는 크리스찬의 재정관)』, 프리셉트, 2011

- 『명품설교순례(설교의 거장 12인이 김병삼 목사를 통해 현대적 감각으로)』, 교회성장연구소, 2011

- 『교회가 이 땅의 소망입니다(좋은 교회를 꿈꾸는 교회 이야기)』, 넥서스CROSS, 2010

- 『내 맘대로 안 되는 내 인생(누구나 고민하는 8가지 핫이슈)』, 넥서스CROSS, 2010

- 『하나님을 가슴뛰게 하는 이야기』, 프리셉트성경연구원, 2009

- 『프리셉트 구약 개관(인도자 지침)』, 프리셉트, 2009

- 『명품 리더십 G.B.S.(믿음의 품질을 높이는)』, 프리셉트, 2009

- 『명품 리더십(믿음의 품질을 높이는)』, 프리셉트, 2009

- 『하나님을 눈물나게 하는 이야기』, 프리셉트, 2008

- 『하나님, 부자되고 싶어요!(해피 크리스천 시리즈 1, 크리스천의 경제생활』, KMC, 2007

- 『예수님의 리더십 학교』, 교회성장연구소, 2007

- 『하나님을 미소짓게 하는 이야기』, 프리셉트, 2007

- 『성공을 가로막는 일곱가지 장애(프리셉트 핸드북)』, 프리셉트, 2006

- 『하나님 마음에 합한 재정』, 프리셉트, 2004

- 『남성들을 위한 성경공부 - 인도자용(구역 및 대학. 청년부 GBS 교재)』, 프리셉트, 2004

- 『남성들을 위한 성경공부(구역 및 대학. 청년부 GBS 교재)』, 프리셉트, 2004

- 『성공의 7가지 장애』, 프리셉트, 2003

- 『하나님 마음에 합한 성공』, 프리셉트, 2003

- 『우리가 꿈꾸는 교회』, 진흥, 2002

- 『하나님 마음에 합한 사람』, 프리셉트, 2002

- 『프리셉트 구약개관(주교재)』, 프리셉트, 2001

- 『프리셉트 구약개관(인도자 지침)』, 프리셉트, 2001

- 『예수 믿지 않는 사람들의 눈에 비친 교회(교회성장)』, 프리셉트, 2000

- 『열린 예배 현대예배』, 프리셉트, 1999